# Slovenský plynárenský priemysel
Slovenský plynárenský priemysel, a.s. (скорочено SPP; дос. зі словацьк. Акціонерне товариство «Словацька газова промисловість») — словацька газова компанія зі штаб-квартирою в Братиславі. Займається виробництвом, переробленням та постачанням газу в Словаччину, Чехію та Австрію.

## Про компанію
Де-факто заснована 1970 року як VHJ Slovenské plynárenské závody, в 1972 році перейменована в VHJ Slovenské plynárenské a naftové podniky, з 1977 по 1988 роки мала назву Naftový a plynárenský priemysel, koncern, а з 1989 року затвердила назву Slovenský plynárenský priemysel. 1 липня 2006 року компанія завершила реструктуризацію старих активів та заснована як юридична особа.
2006 року SPP заробила 704 млн євро (після оподаткування) та продала 6,283 млн м³ природного газу 1,461,517 клієнтам.
51% акцій компанії володіє Фонд словацької національної власності, а 49%, включаючи право управління — Slovak Gas Holding B.V., яка є консорціумом компаній Engie та E.ON.

## Дочірні підприємства

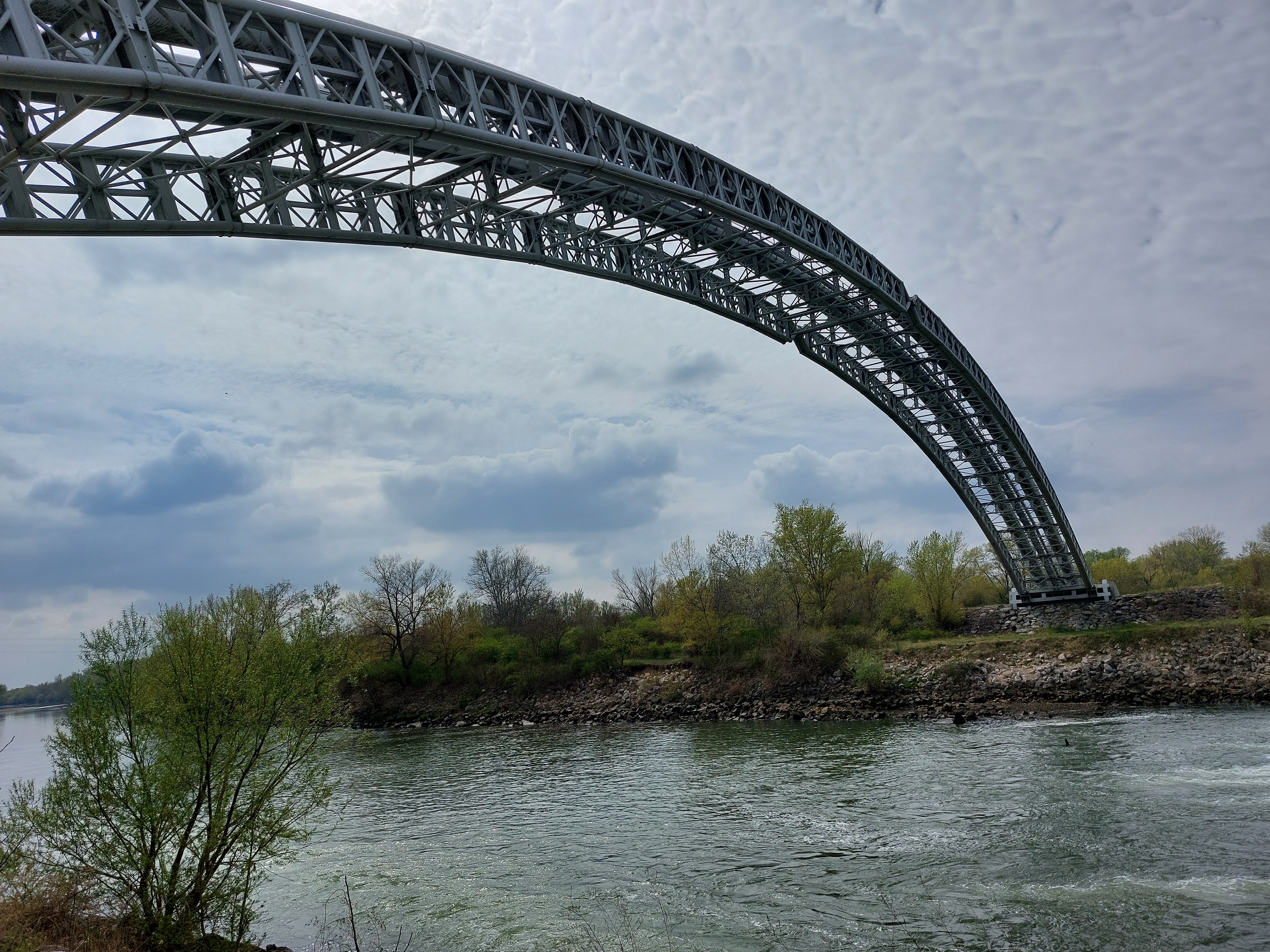
Трубопровідний газовий міст через річку Ваг

Компанія має десятки дочірніх та пов'язаних компаній, з них найбільш відомі:
- SPP Infrastructure, a.s. — оператор інфраструктурних активів. Дочірні підприємства:
  - Eustream(інші мови), a.s. (раніше SPP – preprava, a.s.) — оператор газотранспортної системи у Словаччині, який забезпечує транспортування природного газу здебільшого з Росії через магістральні газопроводи Transgas(інші мови) в межах Словаччини та до сусідніх країн Центральної та Західної Європи через чеську та австрійську гілки.
  - SPP – distribúcia(інші мови), a.s. — оператор газорозподільних мереж у Словаччині, який забезпечує доставлення природного газу через локальні розподільчі мережі до кінцевих споживачів (домогосподарств, підприємств тощо).
  - NAFTA, a.s.(інші мови) — оператор 16-ти сховищ природного газу в Словаччині (включаючи Лаб-3), який забезпечує зберігання вуглеводневої сировини в резервуара та розробку підземних споруд, а також розвідку та видобуток вуглеводнів.
  - Pozagas, a.s. — оператор 4-го підземного сховища природного газу Лаб поблизу міста Малацьки.
  - SPP Storage, a.s. — оператор підземних резервуарів природного газу у Нижньому Бояновіце(інші мови) (Чехія).
- SPP Česká republika, a.s. (раніше SPP CZ, a.s. — постачальник природного газу та електроенергії кінцевим споживачам в Чехії.
- SPP CNG, s.r.o. — постачальник природного газу в стисненому та зрідженому станах для автотранспортних засобів через АГНКС та АЗС.
- Ekofond SPP, n.o. — неприбуткова організація, яка надає фінансову підтримку через власні проекти, програми та гранти або партнерські проекти, спрямованих на поліпшення екологічної ситуації в Словаччині, зокрема в сфері енергетики, енергоефективності, використання відновлювальних джерел енергії тощо.
- ESCO Slovensko, a.s. — спеціалізується на енергетичному аудиті, розробці та впровадженні енергозберігаючих рішень для підприємств, організацій та державних установ.